# 清輝楼 (宮津市)
清輝楼（清輝樓、せいきろう）は、京都府宮津市魚屋937にある旅館。1901年（明治34年）に竣工した建物が何度か増築されており、2010年（平成22年）4月28日には登録有形文化財に登録された。2017年（平成29年）4月、文化庁により、地域の歴史的魅力や特色を通じて日本の文化・伝統を語るストーリー「日本遺産」の「丹後ちりめん回廊」を構成する文化財のひとつに認定された。

## 歴史
元禄年間（1688年-1704年）に宮津城下町の本町に創業した。1901年（明治34年）に現在地の魚屋に移転し、総2階建ての建物（現在の客室棟と大広間棟）を建設した。明治末期頃には北側の棟の西側を増築した。大正初期頃には北側の棟の3階部分を増築して大広間とした（大広間はその後廃されて3室に分割）。1921年（大正10年）から1924年（大正13年）にかけて、南側の棟を西側に拡張し、同時に3階を建て増しして現在の大広間とした。
きざはし会（日本工芸会を中心に活動する作家集団）は文人墨客の宿である清輝楼との縁から、2008年（平成20年）より毎年大広間棟3階の大広間でグループ展や作品制作を行っている。

## 建築
北側（客室棟）と南側（大広間棟）にそれぞれ木造3階建ての2棟が並んでおり、二つの建物を廊下がつないでいる。
南側にある大広間棟の大広間は、60畳の座敷と45畳の次の間という巨大な規模であり、内法高を高めたうえで折上格天井とした特徴的な空間である。2010年（平成22年）4月28日には登録有形文化財に登録された。

## 訪れた著名人
数多くの著名人が清輝楼を訪れている。清輝楼には彼らの書や絵画作品などが館内に多数展示されており、館主はその様子を「小さなちいさな美術館」と表現している。大広間や客室など建物全体に作品が展示されているが、主に2階と3階には江戸時代の作品が、主に1階には明治時代以降の作品が展示されている。
- 野口雨情 - 詩人。大正時代に二度、昭和時代に一度清輝楼に滞在した[5]。二匹の蛙を描いた色紙が残っている[10]。
- 菊池寛 - 小説家。1932年（昭和7年）から1942年（昭和17年）の間にしばしば清輝楼に滞在した[5]。「岩見の間」を好んだ[5]。
- 河東碧梧桐 - 俳人。与謝蕪村の研究をするために宮津を訪れた際に清輝楼に宿泊した[5]。宮津市小川町にある一心山見性寺には、河東碧悟桐作の与謝蕪村の詩碑がある。
- 吉田茂 - 政治家。内閣総理大臣。清輝楼に書が残っている[5]。
- 吉川英治 - 小説家。吉川は天橋立で「天橋立大学」の講師を務めており、1943年（昭和18年）に清輝楼に滞在した[5]。
- 稲垣稔次郎 - 染色作家。清輝楼の浴衣やマッチのデザインを手掛けている[5]。絵画が残っている[5]。
- 上村松園 - 日本画家。作品が残っている[5]。
- 鈴木百年 - 日本画家。12枚のふすま絵が残っている[5]。
- 前大峰 - 漆芸家。作品が残っている[5]。
- 芦田均 - 政治家。色紙が残っている[5]。
- 吉澤義則 - 国文学者。色紙が残っている[5]。
- 沢辺北溟 - 宮津藩の儒学者。大広間のふすまに数多くの書が残っている[5]。
- 池松時和 - 政治家。京都府知事。書が残っている[5]。